# 清水達雄 (政治家)
清水 達雄（しみず たつお、1934年（昭和9年）5月21日 - 2011年（平成23年）6月6日）は、日本の官僚・政治家、元参議院議員。

## 来歴
山梨県出身。1957年、東京大学農学部農業経済学科卒。同年、建設省入省。1982年、政策課長。1985年、建設経済局長。1986年、国土庁官房長。1988年、事務次官を歴任して、1989年、退官。1990年、地域振興整備公団副総裁に就任。1991年、退任。1992年の第16回参議院議員通常選挙で比例区に自民党から立候補して当選。1998年の第18回参議院議員通常選挙では落選した。2000年に繰り上げ当選。2期務めた。2004年に引退した。
2011年6月6日、心不全のため死去した。